# Kobercovkovití
Kobercovkovití (Parascylliidae) je čeleď malých útlých žraloků z řádu malotlamců, jejíž zástupci obývají pobřežní i hlubší vody kontinentálních šelfů Austrálie a východní Asie.

## Popis
Jedná se o malé žraloky s tenkým tělem dosahující délky do 1 m. První hřbetní ploutev vyrůstá až za bází pánevních ploutví a druhá hřbetní ploutev zase až za bází řitní ploutve. Vzdálenost mezi řitní ploutví a dolním lalokem ocasní ploutve je rovna nejméně délce báze řitní ploutve. Ocasní ploutev nemá spodní lalok, horní lalok má subterminální ocasní zářez. Ocasní ploutev je mnohem kratší než tělo. Hřbetní ploutve jsou jinak bez trnů. Přítomno je pět žaberních štěrbin. Tlama se nachází na spodní části hlavy dalece před očima. Kolem nozder vyrůstají vousky. Nozdry jsou spojené s tlamou mělkými kanálky.

## Výskyt
Obývají mělké až středně hluboké vody do nejméně 435 m. Vyskytují se na písčitých, skalnatých a bahnitých dnech kontinentálních šelfů. Rod Parascyllium je endemický k Austrálii, rod Cirrhoscyllium se vyskytuje v Jihočínském moři od Vietnamu přes Tchaj-wan až po Japonsko.

## Biologie
Jedná se o bentické druhy málo prozkoumaných žraloků, kteří jsou ve svém areálu výskytu běžní až vzácní. Přinejmenším některé druhy jsou vejcoživorodé. Vajíčka v podlouhlých zploštělých schránkách jsou kladena přímo na dno moře. Živí se menšími rybkami a mořskými bezobratlými jako jsou korýši.

## Systematika
Ke kobercovkovitým se řadí 8 druhů ve dvou rodech:
- rod Cirrhoscyllium
  - Cirrhoscyllium expolitum Smith & Radcliffe, 1913 (kobercovec čínský)
  - Cirrhoscyllium formosanum Teng, 1959 (kobercovec tajvanský)
  - Cirrhoscyllium japonicum Kamohara, 1943 (kobercovec japonský)

- rod Parascyllium
  - Parascyllium collare Ramsay & Ogilby, 1888 (kobercovec australský)
  - Parascyllium elongatum Last & Stevens, 2008
  - Parascyllium ferrugineum McCulloch, 1911 (kobercovec rezavý)
  - Parascyllium sparsimaculatum Goto & Last, 2002
  - Parascyllium variolatum (Duméril, 1853 (kobercovec tasmánský)